# فنی کری-پالتونی
فَنی کُری-پالتونی (انگلیسی: Fanny Corri-Paltoni) خوانندهٔ نامدار اپرا اهل بریتانیا بود.
وی مابین سال‌های ۱۸۱۸ تا ۱۸۳۵ میلادی در اروپا فعالیت می‌کرد و گفته می‌شود صدایی بی‌نهایت زیبا داشت و تکنیک خوانندگی‌اش هم عالی بود.
او از شاگردانِ «جان براهام» و «آنجلیکا کاتالانی» بود و در اجرای اپراهای ولفگانگ آمادئوس موتسارت و جواکینو روسینی مهارت خاصی داشت.